# Tartiers
Tartiers ist eine französische Gemeinde mit 165 Einwohnern (Stand: 1. Januar 2022) im Département Aisne in der Region Hauts-de-France. Sie gehört zum Arrondissement Soissons und zum Kanton Vic-sur-Aisne.

## Lage
Die Gemeinde Tartiers liegt in einem Seitental der Aisne, zehn Kilometer nordwestlich von Soissons. Sie reicht im Norden bis an den Fluss Hozien. Nachbargemeinden von Tartiers sind Vézaponin im Norden, Épagny im Nordosten, Bieuxy und Cuisy-en-Almont im Osten, Fontenoy im Süden, Nouvron-Vingré im Westen sowie Morsain im Nordwesten.

## Geschichte
Tartiers wurde erstmals urkundlich im Jahre 813 als Tartigerium erwähnt.

## Bevölkerungsentwicklung
| Jahr                       | 1962 | 1968 | 1975 | 1982 | 1990 | 1999 | 2006 | 2014 | 2022 |
| -------------------------- | ---- | ---- | ---- | ---- | ---- | ---- | ---- | ---- | ---- |
| Einwohner                  | 215  | 208  | 205  | 195  | 180  | 168  | 166  | 170  | 165  |
| Quellen: Cassini und INSEE |      |      |      |      |      |      |      |      |      |

## Sehenswürdigkeiten
- Kirche Sainte-Geneviève
- Kapelle Sainte-Geneviève